# 푸른머리되새
푸른머리되새(학명: Fringilla coelebs)는 참새목 되새과에 속하는 조류의 일종이다.

## 분포
유럽전역과 러시아서부, 터키, 시리아, 이란서부, 아프리카북서부 등에서 번식하며 북쪽에서 번식한 개체는 동계에 북아프리카, 중앙아시아, 러시아남서부 등으로 건너가서 월동한다. 한국에서는 2016년 11월 흑산도에서 암컷이 관찰된 기록이 있다.

## 형태
전장은 약16cm이다. 되새와 무척 같은 크기이다.

## 생태
평지에서 산지의 숲, 농경지, 초지에 서식한다.